# Clarrie Grimmett
Pour les articles homonymes, voir Grimmett.
Clarence Victor Grimmett, dit Clarrie Grimmett, est un joueur de cricket néo-zélandais, international australien né le 25 décembre 1891 à Caversham en Nouvelle-Zélande et mort le 2 mai 1980 à Adélaïde en Australie. Lanceur spécialiste du « leg spin », il débute avec l'équipe de Wellington en 1912, avant d'émigrer en Australie et de jouer pour le Victoria à partir de 1919, puis pour l'Australie-Méridionale à compter de 1924. Il dispute son premier test-match avec l'équipe d'Australie en 1925, à l'âge de 33 ans. Il devient le premier lanceur à passer la barre des deux-cents guichets dans cette forme de jeu. Sa carrière internationale s'achève en 1936 après 37 sélections et il continue de représenter l'Australie-Méridionale jusqu'en 1941.

## Biographie
Clarence Grimmett naît le 25 décembre 1891 à Caversham, dans la banlieue de Dunedin, en Nouvelle-Zélande. Durant son enfance, il déménage avec ses parents à Wellington. Éduqué à la Mount Cook Boys' School, il joue dans l'équipe de cricket de l'école. Alors qu'il est d'abord adepte des lancers rapides, certains de ses coéquipiers l'initient au « spin bowling » et l'un de ses professeurs l'incite à persévérer dans cette voie. Il rejoint le club de Wellington East où il a du mal à se faire une place dans l'équipe. Il réussit tout de même à percer et à faire partie de l'équipe de la province de Wellington pendant trois saisons, disputant sa première rencontre répertoriée « first-class » avec celle-ci en février 1912.
En 1914, Grimmett s'installe à Sydney, en Australie. Il passe par plusieurs clubs locaux, Leichardt, Paddington et le Sydney Districts Cricket Club, mais, barré par Arthur Mailey, ne parvient pas à percer en équipe de Nouvelle-Galles du Sud. Il s'installe à Melbourne, rejoignant le club de South Melbourne. Il fait partie de l'équipe du Victoria qui, en janvier 1919, dispute la première partie de Sheffield Shield de l'après-Première Guerre mondiale. Il épouse une victorienne, Elizabeth Annie Egan, le 1er novembre de la même année. Après trois ans avec club de South Melbourne, il s'engage avec Prahan mais, en six ans dans l'état, ne joue que très rarement avec le Victoria. Au cours du dernier match de la saison 1923-1924 il réussit toutefois à prendre huit guichets pour 86 courses concédées (8/86) lors de la deuxième manche de ses adversaires, l'Australie-Méridionale. Il se voit proposer un emploi à Adélaïde pour qu'il puisse représenter cette dernière.
Débutant pour l'Australie-Méridionale lors de la saison 1924-1925, il est sélectionné pour la première fois avec l'équipe d'Australie au Sydney Cricket Ground début 1925, lors du cinquième et dernier test-matchs d'une série contre l'Angleterre, réussissant des statistiques de 5/45 et 6/37. Il est l'un des principaux artisans de la victoire des locaux dans ce match. Il participe à la tournée australienne en Angleterre en 1926 mais s'y montre moins en réussite, accumulant 13 guichets en cinq test-matchs à une moyenne d'environ 32. Lors du retour des Anglais en Australie en 1928-1929, il prend cette fois-là 23 guichets mais sa moyenne, plus de 44, est encore moins bonne. Il est du voyage en Angleterre en 1931. Il y est responsable de 29 guichets en cinq test-matchs, un total qui inclut des performances de 10/201 à Trent Bridge (Nottingham), 8/272 à Lord's (Londres) et 6/168 à Headingley (Leeds). Il y totalise 144 guichets lors de toutes les rencontres « first-class » de la tournée. Il est l'un des principaux artisans de la victoire australienne lors des Ashes, deux matchs à un, lors d'une série dominée par Donald Bradman. En dehors des rencontres internationales, Grimmett élimine notamment dix batteurs du Yorkshire au cours de la même manche.
En 1930-1931, au cours de la visite de l'équipe des Indes occidentales en Australie, il prend neuf guichets pour 144 courses concédées lors du troisième des quatre test-matchs, au 'Gabba de Brisbane. Lors de la tournée de l'équipe d'Afrique du Sud dans le pays en 1931-1932, il totalise notamment sept guichets lors de chacune des manches adverses lors du quatrième test-match. Les Australiens perdent les Ashes à domicile contre l'Angleterre en 1932-1933. Ils prennent leur revanche en 1934 chez leurs rivaux. Lors de cette tournée, côté lanceurs, ce sont Grimmett et Bill O'Reilly, un autre leg spinner, qui éliminent la plupart de leurs adversaires, prenant respectivement 25 et 28 guichets lors des test-matchs, n'en laissant que 18 à leurs coéquipiers. Chacun des deux joueurs accumule 109 guichets lors de toutes les rencontres first-class. Lors des test-matchs, Grimmett en prend notamment neuf pour 120 courses à Trent Bridge, 7/129 à Headingley et 8/167 à The Oval (Londres).
En 1935-1936, l'Australie se déplace en Afrique du Sud où elle reste invaincue durant la totalité de la tournée, remportant la série de test-matchs 4-0. Au cours de celle-ci, Grimmett est responsable de 44 guichets, un record pour un Australien à ce niveau, et, la finissant avec 216 guichets, devient le recordman du monde du nombre d'adversaires éliminés sur une carrière. C'est pourtant la dernière fois qu'il joue avec la sélection nationale. Il n'est appelé ni affronter les Anglais en 1936-1937, ni pour se rendre en Angleterre en 1938. Donald Bradman, en tant que capitaine, est l'un des sélectionneurs de l'Australie, et il préfère faire jouer Frank Ward que Clarrie Grimmett. Ce dernier est pourtant toujours efficace : à 49 ans, en 1939-1940, il totalise 73 guichets en matchs first-class, un record en une saison en Australie. Il joue jusqu'en 1941.
Après sa carrière sportive, il entraîne dans des écoles et est vendeur d'assurances ; il pratique le golf et le tennis. Il meurt le 2 mai 1980 à Adélaïde.

## Style de jeu
Clarrie Grimmett est un lanceur spécialiste du « leg spin », une technique qui consiste à donner de l'effet à la balle avec un mouvement du poignet au moment du lancer. Plus que sur l'effet, c'est cependant avant tout sur sa régularité et sur sa précision à la fois en distance et en direction que repose son jeu. Il est l'inventeur du flipper, un lancer au cours duquel la balle rebondit de manière anormalement bas par rapport à un lancer classique de legspinner.

## Bilan sportif

### Principales équipes
| Équipe                | Test                  |
| --------------------- | --------------------- |
| Australie             | 1925 - 1936           |
| Équipe                | First-class           |
| Wellington            | 1911-1912 - 1913-1914 |
| Victoria              | 1918-1919 - 1923-1924 |
| Australie-Méridionale | 1924-1925 - 1940-1941 |

### Statistiques
Clarrie Grimmett est le premier joueur à franchir la barre des 200 guichets en test-matchs. Au total, en 37 sélections avec l'équipe d'Australie, il en prend 216, ce qui est alors le record du monde. Il dépasse ainsi les 189 guichets de Sydney Barnes (qui achève sa carrière en 1914) et est dépassé par Alec Bedser en 1953. Grimmett accumule 44 guichets lors de la série de test-matchs contre l'Afrique du Sud en 1935-1936, un record pour un Australien,. En 248 rencontres catégorisées « first-class », il prend 1424 guichets à la moyenne de 22,28.

## Honneurs
- Un des cinq Wisden Cricketers of the Year de l'année 1931.
- Membre (inaugural) du temple de la renommée du cricket australien depuis 1996.
- Membre du temple de la renommée du cricket de l'ICC depuis 2009[12].